# Skolwity
Skolwity (niem. Skollwitten) – wieś w Polsce położona w województwie pomorskim, w powiecie sztumskim, w gminie Stary Dzierzgoń przy drodze wojewódzkiej nr 526. W skład sołectwa Skolwity wchodzi również miejscowość Popity.
W latach 1975–1998 miejscowość administracyjnie należała do województwa elbląskiego.
Wieś wzmiankowana w dokumentach z około roku 1400, jako wieś pruska na 13 włókach. Pierwotna nazwa Scholewythen najprawdopodobniej wywodzi się od imienia Prusa - Sklave. W roku 1782 we wsi odnotowano 7 domów (dymów), natomiast w 1858 w 7 gospodarstwach domowych było 71x mieszkańców. W latach 1937–39 było 140 mieszkańców. W roku 1973 wieś należała do powiatu morąskiego, gmina Stary Dzierzgoń, poczta Myślice.